# Język komi-permiacki
Język komi-permiacki (komi-permski) – język lub dialekt ugrofiński z grupy permskiej.
W nauce brak jednomyślności, czy komi-permiacki to odrębny język, czy jedynie południowy dialekt języka komi. Obie te mowy poza wzajemnymi licznymi i daleko idącymi podobieństwami posiadają taką samą nazwę. Przy uznaniu ich jedności język komi dzieliłby się na dwie odmiany: północną – dialekt nazywany wówczas komi-zyriańskim i południową – dialekt komi-permski. W przypadku uznawania odrębności obu języków język północny pozostawałby przy nazwie język komi (lub komiacki), zaś południowy zostaje – dla odróżnienia – nazwany komi-permiackim.
Język/dialekt komi-permiacki używany jest przez ok. 95 tys. osób zamieszkujących we wschodniej Europie, głównie w należącym do rosyjskiego Kraju Permskiego Okręgu Komi-Permiackim.
Lud posługujący się tą mową nazywany jest Komi-Permiakami i – analogicznie jak w przypadku języka – istnieją spory, czy jest to odrębny naród, czy grupa etniczna w obrębie Komiaków.
Komi-permiacki zapisywany jest za pomocą alfabetu opartego na cyrylicy, uzupełnionej o kilka liter.

## Alfabet
Alfabet stosowany do zapisu mowy komi-permiackiej:
| А а | Б б | В в | Г г | Д д | Е е | Ё ё |
| Ж ж | З з | И и | І і | Й й | К к | Л л |
| М м | Н н | О о | Ӧ ӧ | П п | Р р | С с |
| Т т | У у | Ф ф | Х х | Ц ц | Ч ч | Ш ш |
| Щ щ | Ъ ъ | Ы ы | Ь ь | Э э | Ю ю | Я я |